# Vallis Planck
La Vallis Planck è una struttura geologica della superficie della Luna.